# Hugo Cederschiöld
Hugo Montgomery Cederschiöld (ur. 25 września 1878 w Sztokholmie, zm. 17 marca 1968 tamże) – szwedzki wojskowy (generał), strzelec, olimpijczyk.
Brał udział w Letnich Igrzyskach Olimpijskich 1912 (Sztokholm); startował tam w dwóch konkurencjach, w których zajmował miejsca pod koniec stawki.
Jego siostrą była Margareta Cederschiöld, uprawiająca tenis.

## Wyniki olimpijskie
| Igrzyska | Konkurencja                | Wynik      | Miejsce    | Źródło |
| -------- | -------------------------- | ---------- | ---------- | ------ |
| IO 1912  | Pistolet dowolny, 50 m     | 352 punkty | 51 (na 54) | [ 1 ]  |
| IO 1912  | Pistolet pojedynkowy, 30 m | 26 punktów | 37 (na 42) | [ 2 ]  |